# Jacob Hendrik Bergsma

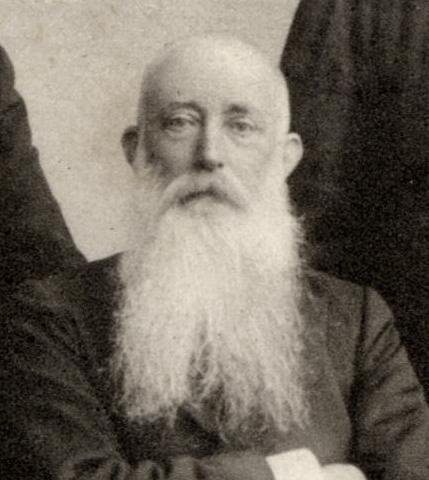
Jacob Hendrik Bergsma in 1894

Jacob Hendrik Bergsma (Utrecht, 7 september 1838 - 's-Gravenhage, 5 februari 1915) was een Nederlands politicus.
Bergsma was een gematigd liberale minister van Koloniën in het kabinet-Röell. Hij doorliep een ambtelijke en rechterlijke loopbaan in Nederlands-Indië. Hij liet als minister geen grootse indruk achter; was meer ambtenaar dan bestuurder.